# نوستراداموس في الثقافة الشعبية
صارت تنبؤات الكاتب نوستراداموس من القرن السادس عشر جزءًا من الثقافة الشعبية في القرنين العشرين والحادي والعشرين. صُورت حياة نوستراداموس في كتب خيالية وغير خيالية بالإضافة إلى عدة أفلام، وتداول الإنترنت نبوءات مختلقة قيل إنها له في عدة خدع شهيرة، حيث تداولت رسائل البريد الإلكتروني رباعيات بأسلوب نوستراداموس. أشهر هذه الخدع تدعي أنه تنبأ بالهجوم على مركز التجارة العالمي بنيويورك في الحادي عشر من سبتمبر.

## النبوءات المزعومة
غالبًا ما نسب مناصرو نوستراداموس إليه التنبؤ بالعديد من الأحداث في تاريخ العالم، ويفترض أنها تتضمن الثورة الفرنسية، وارتقاء نابليون بونابرت، والقنبلة الذرية، وارتقاء أدولف هتلر، وهجمات الحادي عشر من سبتمبر على مركز التجارة العالمي، والبابا الأخير. في الواقع، يستمرون بإطلاق مزاعم مشابهة بخصوص كل أزمة عالمية جديدة، إذ يميلون عندما تحدث إلى الادعاء بأن «نوستراداموس قد تنبأ بما حدث أيًا كان». تعتمد هذه المزاعم بشدة على دور التفسير.

### ملك عظيم يأتي من السماء
من النبوءات المزعومة الشهيرة أن «قائدًا عظيمًا مرعبًا سيأتي من السماء» في 1999 وسبعة أشهر «ليبعث ملك أنغوموا العظيم». لكن عبارة d'effraieur (الرعب) غير واردة في الحقيقة في الطبعة الأصلية، التي تستخدم كلمة ciel فقط والتي تعني ’منطقة‘ بدلًا من ’سماء‘. بناء على أسلوب نوستراداموس الذي صار معروفًا الآن والذي ينطوي على إسقاط أحداث الماضي على المستقبل، يقترح لوميزورييه أنه يشير إلى شفاء الأسير فرانسوا الأول ملك فرنسا (الذي كان دوق أنغوليم) عقب زيارة مفاجئة أجراها مضيفه، الإمبراطور الروماني المقدس كارل الخامس في 1525. في كلتا المناسبتين، كان ما لا يقل عن خمسة كواكب في الأبراج نفسها.

يشجب فون سبايث أيضًا تفسير كلمة d'effraieur «برعب» على أنه مضلل، ويقترح نهجًا جديدًا لتفسير النص:
إن كلمات نوستراداموس، roy de deffraieur، لفظ فرنسي قديم خاص لعبارة «ملك المُرعب»، وإذا ما غُيرت الكلمة قليلًا، لتصير مثلًا: def(f)rayer، والتي تحمل معنى ماليًا: ’أن تُديّن مالًا‘، أو ’أن تعفي من النفقات‘، بالإضافة إلى شيء مختلف تمامًا، أي ’أن تكون موضوع/ مادة/ تسلية محادثة ما‘، يظهر احتمال جديد. واجه اللذين حاولوا تفسير نبوءاته مشكلات في التوفيق بين هذه المعاني، إلا إن اقترحوا أزمة مالية عالمية.
اعتبر بعض المنجمين أن هذه النبوءات قد تكون مرتبطة بالأحداث الجارية في العالم التي بدأت في عشرينيات القرن الحادي والعشرين، مع جائحة فيروس كورونا، ما سبب كسادًا اقتصاديًا عالميًا، وارتفاع تضخم عالمي، وأزمة سلسلة توريد عالمية.
يمكن أن تكون هذه الأحداث مرتبطة بنقلة محتملة من عصر الحوت إلى عصر الدلو، حيث يكون تفسير النبوءة: «من السماء (أي بوحي إلهي) سيأتي حاكم مُموّل عظيم»، وهذا الممول، الذي سيكون بدوره شخصًا فاحش الثراء، سيمثل شخصية حامل الماء، رمز الدلو، والمرتبط أيضًا بالآية 22:10 من سفر لوقا في العهد الجديد.

### 11 سبتمبر 2001
أدت هجمات 11 سبتمبر 2011 على مركز التجارة العالمي بنيويورك إلى تكهنات مباشرة حول ما إن كان نوستراداموس قد تنبأ بالحدث أم لا. حالما حدثت الحادثة تقريبًا، غمرت الاستفسارات مواقع الإنترنت ذات الصلة. ردًا على ذلك، بدأ مناصرو نوستراداموس البحث عن رباعية لنوستراداموس يمكن أنها قالت ذلك، وتوصلوا إلى تفسيرات للرباعيات I.87 و VI.97 و X72. إلا أن خبراء الموضوع لم يدعموا الطرائق المتعددة التي اتبعها المناصرون لتفسير الرباعيات. إضافة إلى ذلك، صرح نوستراداموس نفسه في رسالة إهدائه للملك هنري الثاني أن نبوءاته حول أوروبا وشمال أفريقيا وجزء من آسيا الصغرى فقط.
أقرب ما وصل إليه المناصرون هو الرباعية VI.97 والتي كانت في الإصدار الأصلي لعام 1557:
Cinq & quarante degrés ciel bruslera,
Feu approucher de la grand cité neufve,
Instant grand flamme esparse saultera,
Quant on voudra des Normans faire preuve :
وبما أن كلمة instant نسخة واضحة من الكلمة اللاتينية instanter («بعنف، بشدة»)، يظهر أن الترجمة الإنجليزية المعقولة (وفقًا للوميسورييه):
على خمس وأربعين درجة، ستحترق السماء،
وستقترب النيران من المدينة العظيمة الجديدة.
ستنتشر النيران وتتحرك بعنف وشدة،
عندما يحاولون اختتام الأمر مع النورمان.
قيل إن «خمسًا وأربعين درجة» هي زاوية عرض مدينة نيويورك (زاوية عرض نيويورك هي 40°47')، وفُسرت بأنها 40.5 درجة (رغم أن الفاصلة العشرية لم تكُن مستخدمة في أوروبا في زمان نوستراداموس). وعلى نحو مشابه، زُعم أن «المدينة الجديدة»، هي نيويورك (رغم أن نوستراداموس يشير بهذه الطريقة للعديد من «المدن الجديدة»، والتي تعني أسماؤها، على عكس «نيويورك»، حرفيًا «المدينة الجديدة»، وبخاصة نابولي – من الكلمة اليونانية نيابوليس، «المدينة الجديدة»)، وبدت معظم المحاولات لإيجاد معنى ملائم «للنورمان» من السطر الرابع مُلفقة في أفضل الأحوال. بينما من الصحيح أن ولاية نيويورك، والتي تحمل نفس اسم مدينة نيويورك، تمر بزاوية العرض 45، لا يمكن بالطبع وصفها بأنها «مدينة جديدة»، وبالتالي لا تتوافق مع السطر الثاني.
يقترح لوميزورييه أن هذا البيت ليس إلا إسقاطًا بدون تاريخ على المستقبل لاحتلال النورمان لنابولي في 1139 في خلال عام تميّز بثوران عنيف لجبل فيزوف مُسجل في حوليات كاسيني المعاصرة.  في هذه الحالة، قد يكون التعبير الأول ببساطة نسخة عن:
Cinq[ante minutes] & quarante degrés
-         وهي بالفعل زاوية عرض نابولي.
ومن الرباعيات الأخرى التي تفحّصها المناصرون هي الرباعية I.87، والتي تقول في نسخة 1555 (نسخة ألبي):
Ennosigée feu du centre de terre
Fera trembler au tour de cité neufve:
Deux grands rochiers long temps feront la guerre
Puis Arethusa rougira nouveau fleuve.
أو، في ترجمة إنجليزية محتملة:
تهدر نيران تهزّ الأرض من مركز العالم
وحول «المدينة الجديدة» ترتعش الأرض.
يشن نبيلان حربًا طويلة بلا جدوى،
وتصب حورية الينابيع نهرًا أحمر جديدًا.